# Cyzicus (geslacht)
Cyzicus is een geslacht van kreeftachtigen uit de klasse van de Branchiopoda (blad- of kieuwpootkreeftjes).

## Soorten
- Cyzicus setosa (Pearse, 1912)
- Cyzicus tetracerus (Krynicki, 1830)